# Ропер, Рой
Рой Альфред Ропер (англ. Roy Alfred Roper, 11 августа 1923, Оуханго — 14 сентября 2023, Нью-Плимут) — новозеландский регбист, выступавший на позиции центра и винга. Первый в истории новозеландского регби столетний долгожитель.

## Биография

### Игровая карьера
Уроженец города Оуханго (Кинг-Кантри), позже переехал в Таранаки, где пошёл в начальную школу. Учился в мужской школе Нью-Плимута, где отыграл два года за школьную регбийную команду, а в 1941 году был её капитаном. Также занимался лёгкой атлетикой, специализируясь на спринте и прыжках. На одном из чемпионатов Новой Зеландии он занял третье место в тройном прыжке; на чемпионате по бегу на 100 ярдов от 3 февраля 1948 года, прошедшем в Нью-Плимуте, он занял первое место с результатом 10,4 с.
В годы Второй мировой войны Ропер служил в ВМС Новой Зеландии и играл за сборные новозеландских военных: попасть ему туда помог бывший капитан «Олл Блэкс» Род Маккензи, а в одном из матчей Ропер отметился пятью попытками. Также ему довелось сыграть за сборную ВВС Австралии, поскольку команде не хватало игроков: за австралийскую сборную тогда сыграли также Морри Годдард и Рон Кинг, а их матч прошёл в Брюсселе против команды британских военных, известных как British Liberation Army. В 1944—1945 годах Ропер в составе сборной вооружённых сил Новой Зеландии сыграл 6 матчей в Англии, в 1945 году сыграл матч против команды Парижского университета в Париже, причём в этом матче первый и единственный раз станцевал хаку. Он должен также был играть в сборной доминионов Британского Содружества, но служба не позволила ему принять участие в этой игре.
После окончания войны и демобилизации Ропер в 1946 году стал игроком команды региона Таранаки. Его клубный дебют состоялся против команды Вангануи в матче, приуроченном ко Дню Рождения Короля: в игре Ропер занёс три попытки. В следующем матче против команды Кинг-Кантри он занёс ещё две попытки, а в том же году сыграл за команду регионов Таранаки и Кинг-Кантри против Австралии. В 1947 году из-за травмы он пропустил большую часть сезона, а в 1948 году вернулся в расположение команды, но не попал на смотры сборной Новой Зеландии и не вошёл в её заявку на турне по Южной Африке 1949 года. В том же 1949 году он вошёл в число пяти лучших игроков года по версии альманаха NZ Rugby Almanack.
За сборную Новой Зеландии Ропер сыграл 5 тестовых игр. Его дебют состоялся 24 сентября 1949 года в Окленде против Австралии: он занёс попытку в зачётную зону австралийцев, но «Олл Блэкс» проиграли ту встречу со счётом 9:16 (попытка Ропера оказалась единственной новозеландской попыткой в игре). Ещё четыре тестовых матча он провёл в 1950 году против «Британских и ирландских львов», которые совершили своё первое в послевоенные годы турне: в играх от 27 мая и 10 июня он занёс по одной попытке в зачётные зоны «Львов» (ничья 9:9 и победа 8:0 соответственно). Последний матч провёл против них в Окленде 29 июля (победа 11:8). Всего в его активе было 9 очков в пяти играх. Из-за травмы колена Ропер фактически вынужден был завершить игровую карьеру, хотя успел поиграть в дальнейшем за несколько клубных команд.

### Стиль игры
Игровые параметры — рост 173 см, вес 72 кг. Четыре матча Ропер провёл на позиции 13-го номера (внешний центровой), один матч отыграл на позиции 14-го номера (правый винг). Об игре Ропера регбист Боб Скотт писал следующее:

Рой Ропер был, как мне казалось, лучшим из наших трёхчетвертных, а фактически лучшим нашим защитником. Я не уверен (впрочем, и он вряд ли уверен), что его лучшее место было на позиции центрового, где чутьё подсказывало ему, как с мячом в руках добраться до зачётной зоны, и он не задумывался, как это делает хороший центровой, об оборонительных и атакующих действиях при движении. Хотя он был очень быстрым, агрессивным, очень настроенным на игру, а с учётом его везения в долгом [заграничном] турне, когда внутренние защитники оценили его навыки, у него появилась бы репутация, как мне кажется, действительно выдающегося трёхчетвертного. Он был подтянутым, бдительным человеокм, небольшого роста, но отличного телосложения, и он умел ускоряться, что действительно выделяет его как хорошего защитника. Жаль, что он провёл мало времени в новозеландской сборной.
Оригинальный текст (англ.)Roy Roper was, I thought, the best of our three-quarters and, in fact, the best back we fielded. I am not sure, and I do not think he was either, that the best place was at centre, for he had an instinct, with the ball in hand, for getting to the goal-line and he did not carry in his mind, as a good centre does, of the defensive and offensive possibilities in a movement. Yet he was very fast, very aggressive and very, very determined and, given the luck of a long [overseas] tour, with the inside backs to appreciate his skill, he would have won a reputation, I feel sure, as a three-quarter of trues greatness. He was a clean-cut, alert sort of man, rather small but beautifully built, and he had the power of acceleration which distinguishes the really good Rugby back. I wish his time in New Zealand teams had been longer.

### Вне регби
После завершения игровой карьеры Ропер решил выучиться на бухгалтера. С 1952 по 1971 годы Рой Ропер был казначеем регбийного союза Таранаки. Он прославился также тем, что во время регбийных матчей за Щит Ранфёрли продавал лотерейные билеты на трибунах стадиона «Регби-парк», собирая деньги в распиленный пополам теннисный мяч и раздавая билеты зрителям. Его сын Гай выступал в 1978 году за регбийную команду региона Манавату и за студенческую сборную Новой Зеландии. В конце 1960-х годов компания Playtime Gum выпустила серию карточек с новозеландскими игроками, и на одной карточке был изображён как раз Ропер.
11 августа 2023 года Рой Ропер, отметив своё 100-летие, стал первым в истории «Олл Блэкс» столетним долгожителем: до него из «Олл Блэкс» самым возрастным был Эрик Тиндилл, проживший 99 лет и 277 дней (1910—2010). По случаю своего 100-летия Ропер удостоился поздравлений от школы, в которой он учился, от Регби Новой Зеландии и даже от короля Великобритании Карла III.
Скончался 14 сентября 2023 года.